# Marek Oleksiński
Marek Wiesław Oleksiński (ur. 27 marca 1941 w Rudniku nad Sanem, zm. 2 czerwca 2025) – polski inżynier budownictwa i urzędnik państwowy, wojewoda nowosądecki (1996–1997).

## Życiorys
Ukończył studia techniczne na Politechnice Wrocławskiej. Od 1970 pełnił kolejno funkcję projektanta, głównego specjalisty, naczelnego inżyniera oraz zastępcy dyrektora ds. produkcji w Nowosądeckim Kombinacie Budowlanym (do 1982 r., kiedy wyjechał na kontrakt do Libii). Od 1990 do 1996 pracował przy kontrakcie budowlanym na Słowacji.
Od 1987 do 1989 sprawował funkcję wicewojewody nowosądeckiego z ramienia PZPR, a w latach 1996–1997 był wojewodą tego województwa. W tym czasie zasiadał w Prezydium Rady Wojewódzkiej SdRP. W kadencji 1998–2002 zasiadał w nowosądeckiej radzie miejskiej.
Po odejściu ze stanowiska pracował m.in. jako szef „Chemobudowy”, był także wiceprzewodniczącym SLD w Nowym Sączu. W 2001 i 2005 bez powodzenia ubiegał się o mandat senatorski w okręgu Nowy Sącz. W 2010 został dyrektorem Jednostki Realizującej Projekt „Modernizacja i rozbudowa systemu gospodarki wodno-ściekowej Miasta Nowego Sącza z przyległymi terenami gmin sąsiednich”.
4 czerwca 2025 pochowany na Cmentarzu Komunalnym przy ul. Śniadeckich w Nowym Sączu.

## Odznaczenia
W 1997 otrzymał Krzyż Oficerski Orderu Odrodzenia Polski.